# Антон Бернолак
Антон Бернолак (слч. Anton Bernolák; 3. октобра 1762, Сланица — 15. јануар 1813, Нове Замки) католички свештеник, филолог и лингвиста, први кодификатор словачког књижевног језика и један од водећих актера словачког народног препорода. Убраја се међу историјске личности, које су имале пресудан утицај на формирање модерне словачке нације и развој њене културе.

## Биографија
Рођен је 1762. године у Сланици, месту близу данашњег словачког града Наместово, у породици, која је припадала нижем племству. Основну школу је похађао између 1769. и 1774. године, у Сланици. Гимназију је похађао у периоду од 1774. до 1778. године у Ружомберку. Школовање је наставио на студијама реторике, филозофије и поетике у Пожуну, Трнави и Бечу. Студије је завршио 1787. године на општој богословији у Пожуну (данашња Братислава), где је дипломирао теологију.
После завршетка студија бавио се свештеничким позивом у месту Чеклис (године 1948. по њему преименованом у Бернолаково), где је био капелан до 1791. године. Тада прелази у Трнаву, за секретара надбискупије. У мају 1797. преузима свештеничку дужност у граду Нове Замки (слч. Nové Zámky), где је у једном периоду, био и управник градске школе.
Током студија богословије у Братислави био је надахнут просветитељским реформама царице Марије Терезије и њеног сина Јосифа II. Под утицајем просветитељских идеја, сматрао је да Словаци не могу да се формирају у модерну самосвесну нацију, док не почну да користе живи народни језик у писаној комуникацији и образовању. Тој сврси је касније подредио своје научно дело. Имао је све професионалне предуслове за реализацију својих просветитељских идеја. Говорио је неколико страних језика, од класичних до модерних а имао је и, за тадашње време широко знање из економије, естетике, медицине, музике, опште историје и политике.
Његове активности су биле највише усмерене на лингвистику. На крају треће године студија, имао је велики број радова у рукопису, да би 1787. године са групом истомишљеника извршио прву кодификацију књижевног словачког језика.
Те године је у Братислави објављена Критичка филолошка расправа о словима Словака са додатком предлога за правопис (лат. „Dissertatio philologico−critica de literis Slavorum“). Ова расправа је била анонимно колективно дело полазника братиславског семинаријума, настало под Бернолаковим вођством. Њоме су постављени темељи словачког књижевног језика и правописа. Бернолак је правопис засновао на фонетском начелу а за окосницу језичке норме је узео западнословачки дијалект, коришћен на Универзитету у Трнави, која је тада била културни центар Словака. Ова кодификација је била важна прекретница у културним и политичким дешавањима везаним за формирање модерне словачке нације. Године 1790. је завршио своје најважније дело из области лингвистике Словачка граматика (лат. „Grammatica Slavica“) које представља прву нормативну граматику словачког језика.
У Трнави су 1792. године Бернолак и његови следбеници (посебно Јурај Фандли) основали Словачко учено друштво (слч. „Slovenské učené tovarišstvo“) са испоставама по целој Словачкој. Ово друштво се бавило издаваштвом на Бернолаковој варијанти словачког књижевног језика, а имало је за циљ ширење књижевности, културе и просвећености на том језичком стандарду. Слична удружења ницала су тада у многим словачким местима.
Од 1787. до 1808. године је радио на вишејезичном речнику, који је био његово последње дело. Био је то Словачко−чешко−латинско−немачко−мађарски речник (слч. „Slowár Slowenskí Češko−Laťinsko−Ňemecko−Uherskí“), први велики речник словачког језика. Издат је тек после његове смрти, заслугом Јураја Палковича, професора на катедри чешког и словачког језика и књижевности на Евангеличком лицеју у Братислави. Речник је имао 5302 стране, подељене у шест томова, који су издати у периоду од 1825. до 1827. године.
Бернолаку је исцрпљујући рад, уз бригу за породицу и друге лоше околности, веома нарушио здравље. Умро је од срчаног удара 15. јануара 1813. године у месту Нове Замки.
Покрет Бернолакових следбеника трајао је више од 50 година. Њихов свакодневни рад са интелектуалцима и међу народом, као и њихова књижевна дела, створили су услове за успешну и општеприхваћену другу кодификацију словачког књижевног језика, коју је урадио Људовит Штур.